# 619 Triberga
Triberga (asteroide 619) é um asteroide da cintura principal, a 2,330601 UA. Possui uma excentricidade de 0,0752591 e um período orbital de 1 461,38 dias (4 anos).
Triberga tem uma velocidade orbital média de 18,76155404 km/s e uma inclinação de 13,78251º.
Este asteroide foi descoberto em 22 de Outubro de 1906 por August Kopff.